# Giovanni Ambrogio Bevilacqua

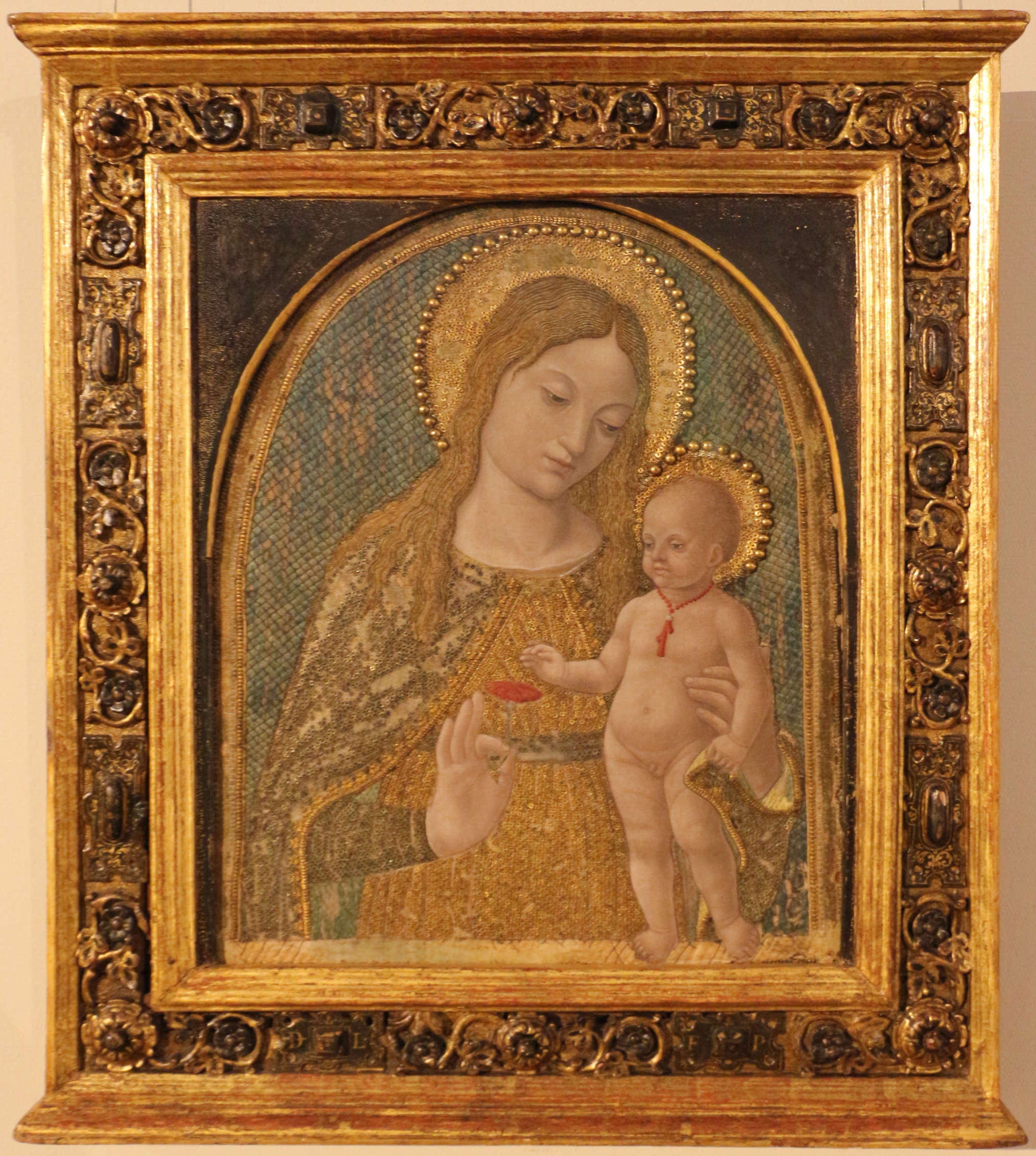
Madonna col Bambino, 1495-1499, tempera su tela e ricamo in seta, Pinacoteca del Castello Sforzesco

Giovanni Ambrogio Bevilacqua, noto anche come Liberale Bevilacqua (Milano, XV secolo – XVI secolo), è stato un pittore italiano.

## Biografia
Giovanni Ambrogio Bevilacqua figlio di un certo Pietro di professione falegname, nacque probabilmente a Milano intorno alla metà del XV secolo. Del 1485 sono due opere che conservano la dicitura Ambrosius de Beacquis e sono due affreschi raffiguranti San Rocco tra i santi Sebastiano e Cristoforo nella chiesa di San Vittore a Landriano. 
Allievo di Bergognone  a Pavia, nel 1502 dipinse una Madonna con re David, conservata alla pinacoteca di Brera e la Madonna in adorazione del Bambino della Pinacoteca Malaspina. Nonché la Madonna col Bambino conservata nella sala XX della Pinacoteca del Castello Sforzesco datata tra il 1495 e il 1499.
L'artista ebbe un fratello Filippo con il quale collaborò e che gli sopravvisse, ma di cui non vi è a testimonianza nessuna opera.